# Parlament von Antigua und Barbuda

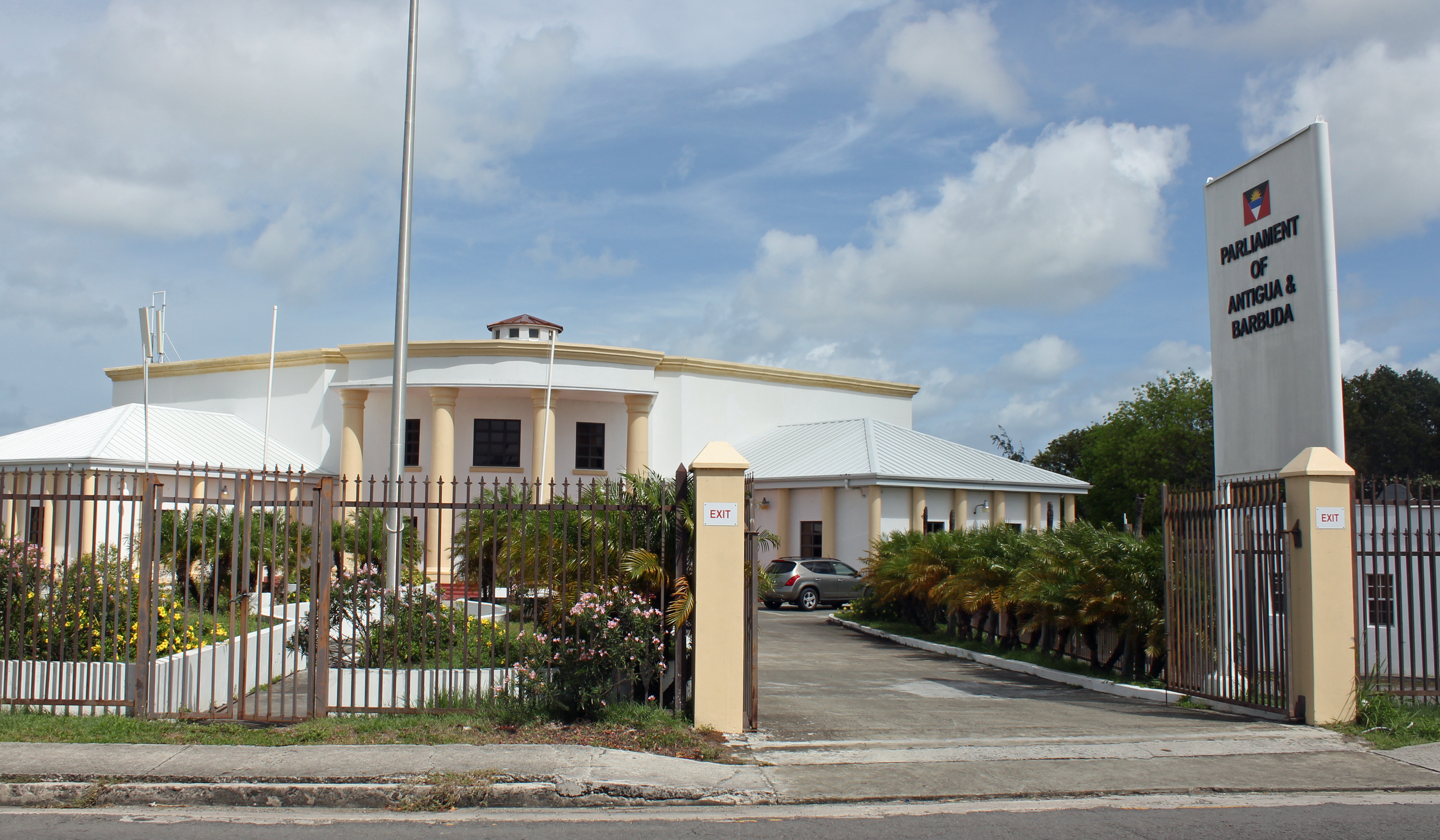
Parlamentsgebäude in Saint John’s

Das Parlament von Antigua und Barbuda setzt sich zusammen aus
- Charles III., König und Staatsoberhaupt von Antigua und Barbuda
- dem Senat von Antigua und Barbuda als Oberhaus
- dem Repräsentantenhaus als Unterhaus